# Gold Bulletin
Gold Bulletin (abrégé en Gold Bull.) est une revue scientifique à comité de lecture qui publie des articles de recherches originales depuis 1968 dans le domaine de la chimie de l'or. Le libre accès aux articles récents et aux archives de ce journal est sponsorisé par le World Gold Council.
D'après le Journal Citation Reports, le facteur d'impact de ce journal était de 1,59 en 2014. Actuellement, le directeur de publication est Trevor Keel (World Gold Council).